# KY-01L
カードケータイ KY-01L（カード ケータイ ケイワイ ゼロイチ エル）は、京セラが開発した、NTTドコモの第3.9世代移動通信システム（Xi）と第3世代移動通信システム（FOMA）のデュアルモード端末で、ドコモ ケータイ（spモードケータイ）の一つである。

## 概要
本端末は20年ぶりとなるNTTドコモ向けの京セラ製端末となり、ストレート型となる。

## 特徴・機能
スマートフォンを除くストレート形状の4G対応携帯電話端末においては世界最薄・最軽量（2018年9月5日時点）となる厚さ約5.3mm、重量約47gのカードサイズとしており、ディスプレイには待機時の消費電力量がゼロで、反射型の電子ペーパーディスプレイを採用する。
携帯電話としての必要最低限な機能に絞っていることもあり、外部メモリ・テレビ機能・カメラは搭載されないものの、無線LANやBluetoothは搭載されており、VoLTEに対応。IPX2等級相当の防水機能も備える。
また、OSはAndroidではなく独自のOSが採用されている。

## 搭載アプリ
本端末ではドコモのアプリは搭載されず、メーカー独自のアプリが搭載される。
- 電話
- 電話帳
- SMS
- 電卓
- 計算機
- カレンダー
- ブラウザ
- メモ帳
- 設定

## 歴史
- 2018年
  - 10月17日 - 2018-2019年冬春モデルの1機種として開発を発表[2]。
  - 11月19日 - 発売日を発表[3]。
  - 11月22日 - 発売。

## アップデート
最新のアップデートを適用すると、過去に実施された不具合改善や機能追加に関するアップデートがすべて適用される。
2018年11月22日のアップデート
- WEB上の電話番号をクリックして発信しようとするとダイヤル画面に遷移しない場合がある不具合が改善される
- まれに通話開始時に着信側の着信音が聞こえる場合がある不具合が改善される
- ビルト番号が1.000DC.0001.aから1.010DC.0008.aに変更される

2019年3月16日のアップデート
- メール作成に関する不具合（まれに誤った宛先が表示される場合がある）が改善される
- DOCOPY（データコピーツール）に対応する
- ビルト番号が1.010DC.0008.aから1.020DC.0003.aまたは1.020DC.0004.aに変更される（アップデートを行った時期により異なる）

2020年1月6日のアップデート
- 画面ロックに関する不具合（解除を行ってもロック解除ができない場合がある）が改善される
- 連絡先検索の不具合（ふりがな検索が不可の場合がある）が改善される
- ビルト番号が1.020DC.0003.aまたは1.020DC.0004.a（アップデートを行った時期により異なる）から1.030DC.0002.aに変更される